# 香港賽馬

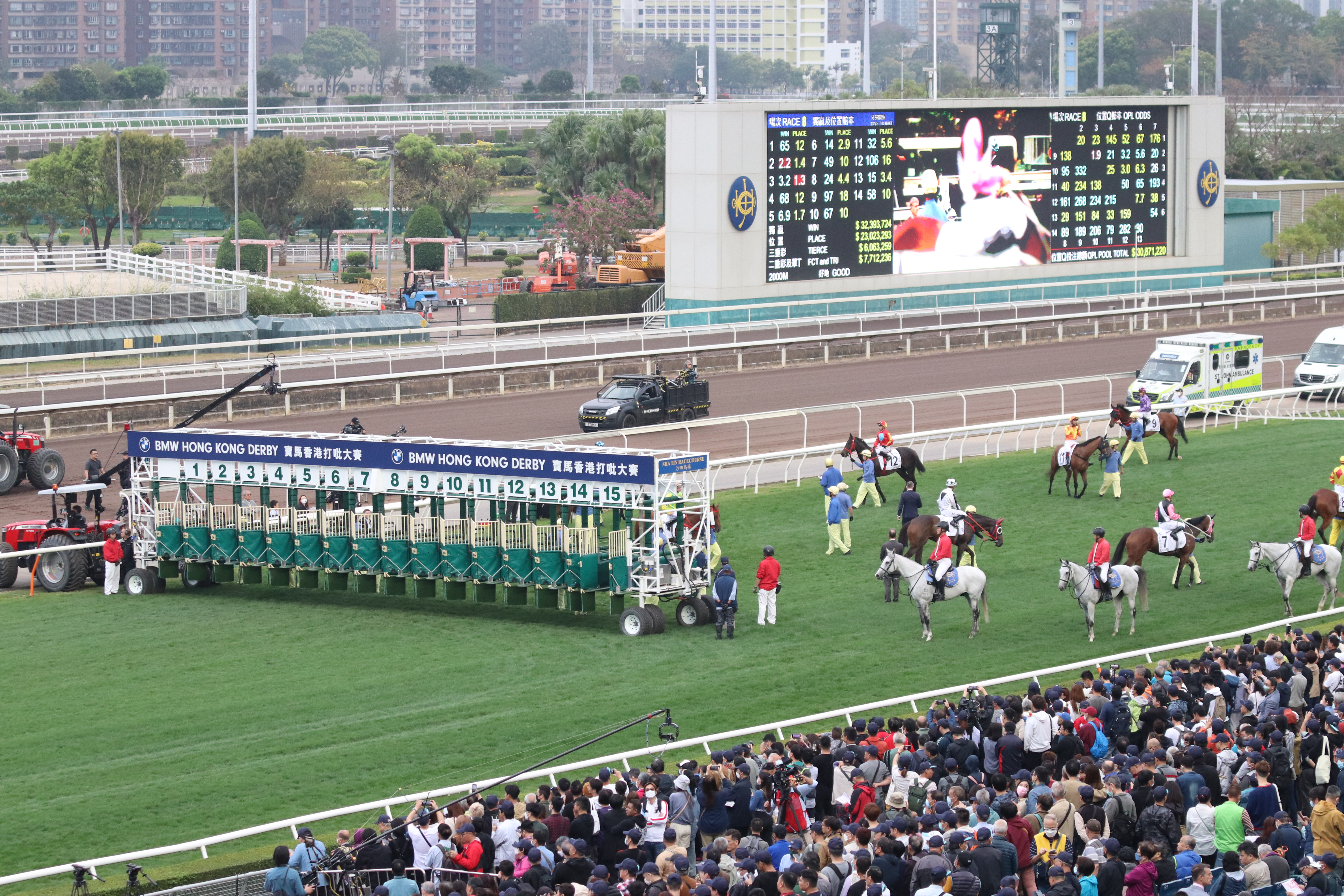
於沙田馬場舉行的寶馬香港打吡大賽2023賽事開始前，馬匹準備入閘

香港賽馬歷史悠久，是香港最受歡迎的體育運動之一。香港的賽馬活動是香港境內容許合法賭博的本地運動項目，是由香港賽馬會舉辦及管理。除香港賽馬會以及香港政府認可的娛樂場所外，其他賭博方式皆為非法。在香港，有不少人認為賽馬等於博彩，大部份人留意香港賽馬的目的只是為了賭博而非賽馬運動本身，這成為了香港賽馬文化的一大特色。

## 歷史

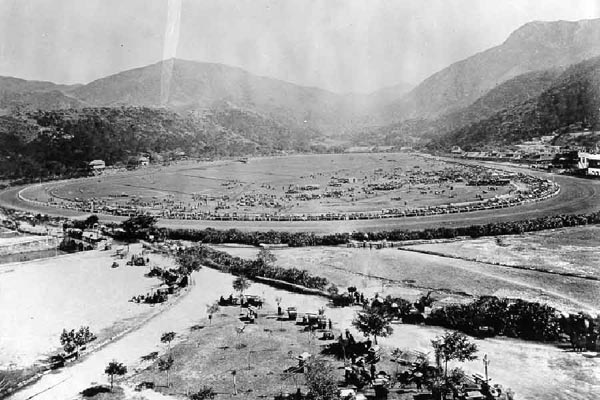
1873年的跑馬地馬場

香港成為英國殖民地後，英國人將賽馬運動帶來香港，於跑馬地馬場舉行賽馬運動。香港的賽馬運動創於1846年。1846年跑馬地馬場落成，1846年12月跑馬地馬場舉行首次賽馬運動。1873年香港打吡大賽首次舉辦，隨着賽馬運動越來越受歡迎，1884年香港賽馬會成立，管理香港賽馬運動，並於跑馬地馬場跑道旁，以竹枝及茅草搭建成簡陋的看台。早期賽馬每年只舉辦一次，通常於1月至2月間舉行，為期數日，稱為周年大賽。1891年，馬會開始接受投注，賽馬成為博彩活動。1907年，首位秘書被委任，而馬會亦於中環設立辦事處。

### 馬場大火
1918年2月26日，跑馬地馬場舉行周年大賽時，發生傷亡慘重的火災，由於當時的看台只以竹棚搭建，加上環境擠迫，導致500餘人喪生。

### 華人參與
早期的赛马运动，只有歐洲人参与，而华人对于这项运动并不熟悉，也缺乏兴趣。不过，随着这项运动不断发展，华人对之逐渐了解，兴趣也越来越大，参与赛马的华人也渐渐多了起来。1926年，華人首次成為香港賽馬會會員，何甘棠及容顯龍成為最早一批華人會員。

### 馬票
馬會於1931年首次發行馬票，是一種結合賽馬與攪珠的彩票形式，分大馬票與小搖彩兩種，先以攪珠方式產生入圍號碼，再以一場指定賽事的賽果決定中彩馬票。大馬票每年開獎兩次，後增加至3至4次，小搖彩則於馬季期間每月開獎一次。二次大戰後，1947年恢復舉行馬票。至1976年7月，馬會開始舉辦六合彩，而大馬票則於1977年起取消。其後在1999年及2000年復辦，1999年以2000年1月1日凌晨舉行的千禧盃作為開獎賽事，至於2009年11月在香港賽馬會125周年紀念盃舉行。

### 日治時期
於香港日治時期，日本軍政府繼續舉行賽馬活動。日方早期邀請何甘棠出任香港競馬會主席，但他在不久後辭任。戰時因馬匹缺乏，參賽馬匹質素大有距離，包括以平日拉車的馬用來充數參賽，所以增設了距離讓賽等比賽形式，後期到了1944年末因賽馬數量不足應付賽事，更以跑木馬代替，於公眾席與會員席架起鋼線，讓掛於鋼線上的木馬隨隨滑下。1945年8月戰爭結束，香港賽馬會重新管理賽馬運動，全以軍用馬來比賽直至1947年夏季。

### 戰後發展
第二次世界大戰後，香港人对賽馬的興趣不斷提高。當時必須進入跑馬地馬場，才可投注賽馬。1950年，馬會於跑馬地馬場安裝電算機，以取代人手售票、計算派彩及公佈賽果等工作。1952年初亦舉行特別賽事以測試電算機運作。快活谷馬場看台則先後於1957年及1969年進行加建工程。到1960年代，每逢賽馬日，快活谷馬場都人頭湧湧，每當全場滿座，馬場入門懸掛象徵爆棚的紅旗。馬會開始研究在新界沙田興建第二個馬場。
香港賽馬是由開埠開始，還是業餘性質，由一些愛好策騎人士擔任騎師。隨著賽馬運動發展，業餘騎師制度難以應付需求。1971年3月6日，香港賽馬會宣布自1971年10月1日起香港賽馬開始職業化，聘請外地專業騎師來港策騎，並開設見習騎師訓練班，訓練本地全職騎師，首屆畢業的見習生包括其後成為多屆冠軍騎師的告東尼；而一些外地練馬師亦在此時到香港發展。1973年，馬會在快活谷跑道上安裝燈光系統，並開始在星期三晚上舉行夜馬賽事，以吸引馬迷下班後入場觀賽；同年，香港政府批准馬會設立場外投注處。首6間場外投注處於1974年開設，電話投注亦在同年開始服務。馬會又由1978年10月7日起，當馬場看台滿座時，讓當時的麗的電視現場直播當日所有賽事，方便馬迷。
位於沙田新市鎮的沙田馬場於1978年10月7日落成啟用，提供更佳的養馬及賽馬環境，主要錦標賽事亦改於沙田馬場舉行。踏入1980年代，馬匹質素亦不斷提高，馬主願意購買更高價的馬匹來港參賽。這段期間，香港出現了祿怡、同德等馬王。1981年，電話投注系統進行電腦化；1983年，所有馬場投注設施及場外投注處亦完成電腦化，彩票由電腦印發。1988年首次試用投注寶。1987年，所有馬房遷入沙田，快活谷馬場不再進行晨操，原位於山光道的馬房則拆卸，改建成馬會會所。1995年，跑馬地馬場完成重建工程。
早年的周年大賽，第五天准許兒童進入馬場。1960年代開始，規定17歲以下人士不可入場；1978年6月起，則改為18歲以下人士不准入場。1999年12月31日晚上在跑馬地馬場舉行的千禧賽馬，曾特別准許兒童入場，而2004年國慶賽馬日，馬會亦舉辦容許兒童入場的賽馬嘉年華。
2000年代，民政事務局收緊發牌條件，馬會為配合牌照要求拒絕讓18歲或以下的兒童及青少年進入馬場及場外投注處的措施。惟經雙方協商後，2007年9月起放寬限制，准許個別馬主在預先通知的情況下，帶同其未成年的親友進場，亦可拉頭馬，但馬場內的大部份地方如沙圈及投注區域等，仍然嚴禁未成年人士進入。這年齡限制在國際上較為少有，世界上很多先進賽馬國家（如歐洲各國，日本，澳洲及美國等）的馬場均沒有年齡限制，一家大小入場觀賽十分普遍。

### 國際化

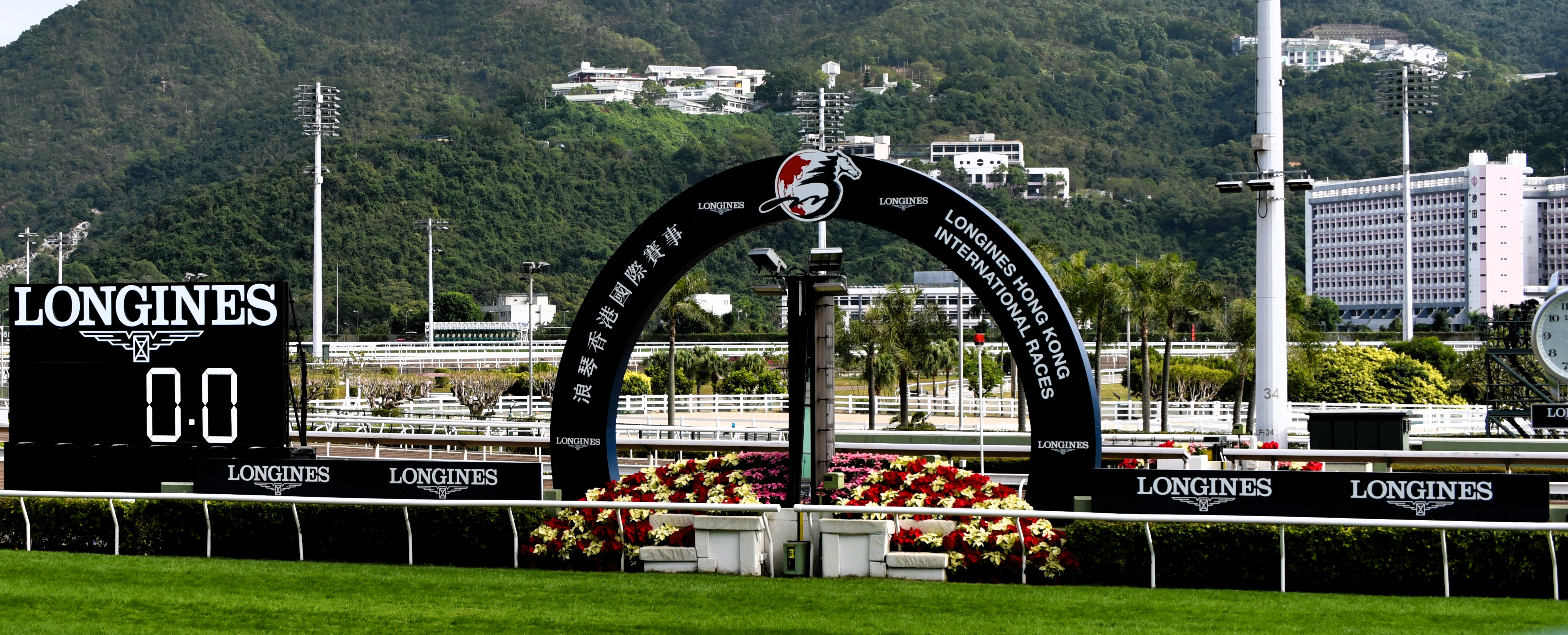
於每年12月假沙田馬場舉辦的香港國際賽事乃香港年度賽馬盛事

隨著賽事及馬匹質素不斷提升，1980年代末，香港的賽馬水平已經與國際先進國家看齊。馬會於1988年創辦香港邀請盃（即今香港盃），邀請新加坡、馬來西亞馬匹來港參賽，其後賽事漸漸發展成香港國際賽事，無論賽事水準與獎金皆屬世界頂級水平。海外馬匹參加費用由香港賽馬會一力承擔。近年香港訓練的馬匹亦有到海外參加一些錦標賽事，部份更曾取得勝利。自1990年代起, 陸續有賽事獲得國際分級賽資格。
馬會於回歸後繼續招聘本地及海外人才出任主要職位，如德國籍之現任行政總裁應家柏、美國籍之前賽馬事務執行總監利達賢、曾任台灣福特汽車公司總裁之首位華人行政總裁黃至剛及現任見習騎師訓練學校校長之前香港羽毛球名將陳念慈等。2000年代初期，香港經濟衰退，馬會開始面對投注額下跌的問題。近年馬會不斷加強宣傳，把重點集中在自由行人士，並對大額投注馬迷提供折扣回贈，及開設新彩池吸引馬迷。
2016年香港賽馬會於印度舉行的亞洲賽馬會議宣佈，決定四歲馬系列賽的以外餘下分級賽全數給予海外馬匹角逐，但與香港國際賽事及冠軍賽馬日有異，參賽馬匹一方需自行支付相關費用。「香港一級賽」等稱呼成為歷史。現在香港舉辦12場國際一級賽，7場國際二級賽及12場國際三級賽。

## 賽事概況

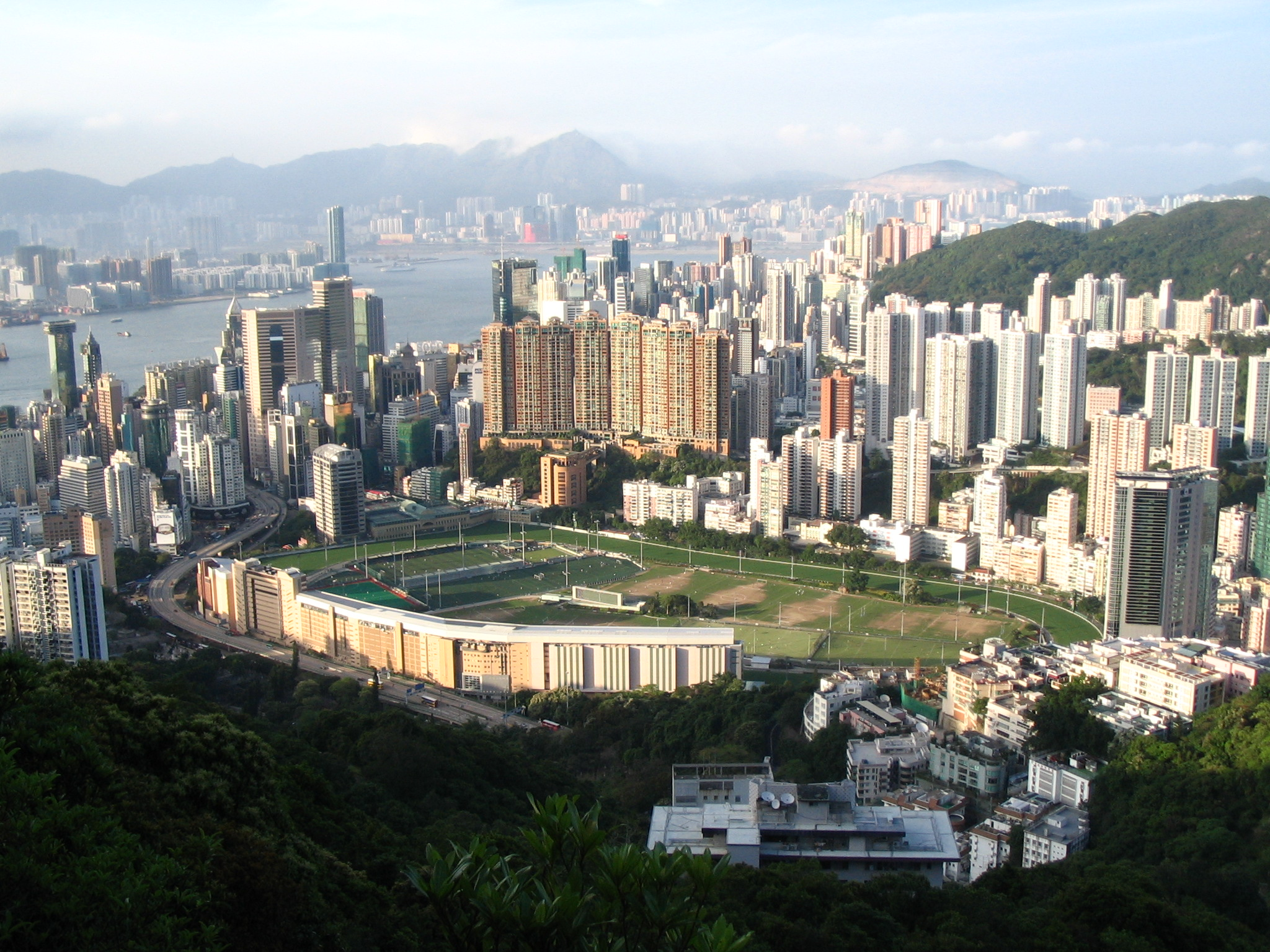
跑馬地馬場

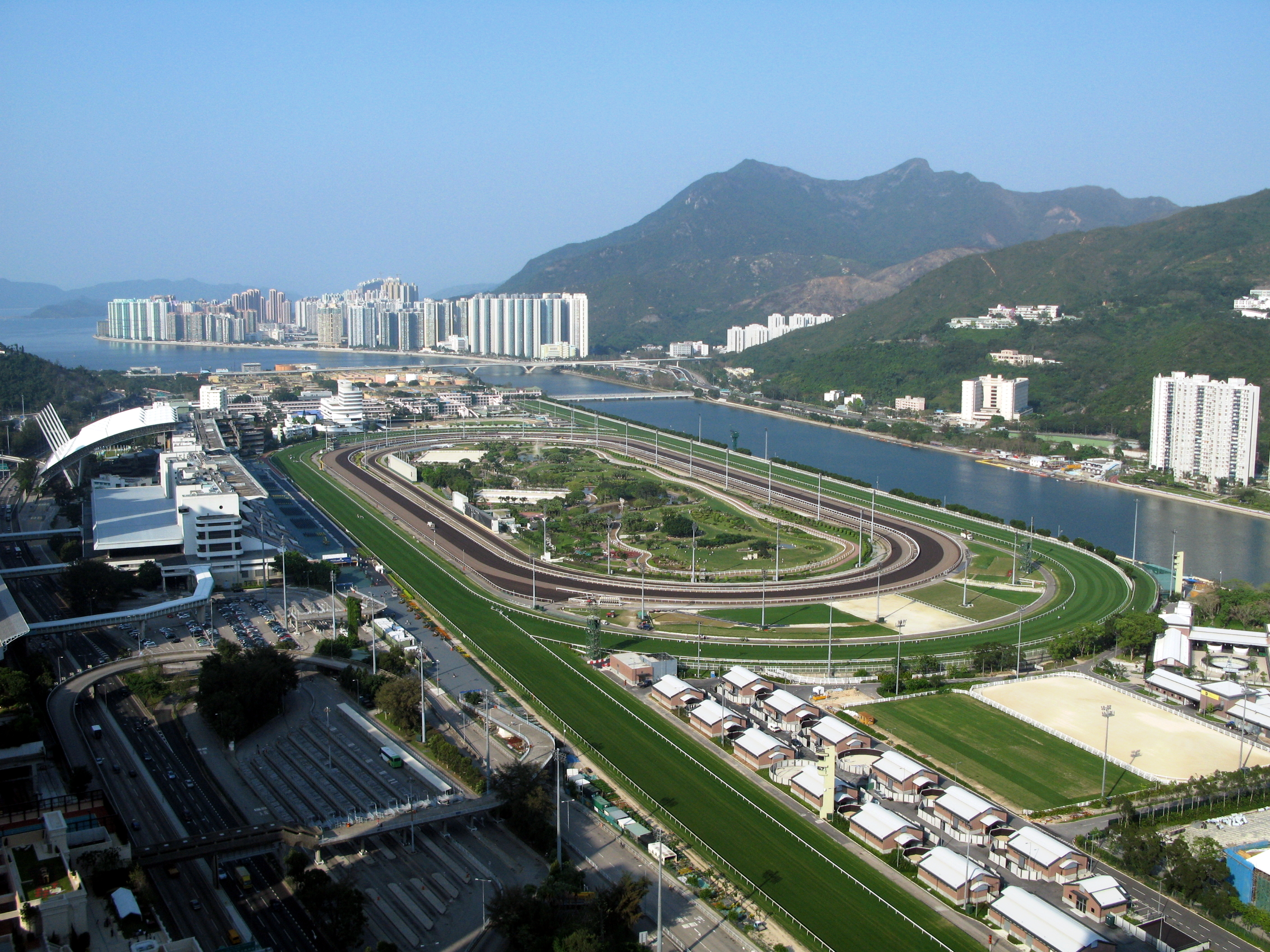
沙田馬場

### 馬季
香港跑馬的月份稱為馬季，七十年代一般在十月份開鑼至五月尾，隨後政府逐步放寬限制，獲批准的賽馬日數逐漸增加，現時馬季於9月第二個星期日開始及不遲於翌年7月16日結束，期間香港賽馬會獲准舉行88個賽事日。為防止學生於暑假參與賽馬博彩，政府禁止馬會於7月17日至8月31日舉行賽事，但仍准許接受海外賽事投注。

### 賽馬日
每季的賽期表先由馬會草擬，再交行政長官會同行政會議審批通過後落實，任何賽期或場地之更改須事先得到民政及青年事務局局長書面批准。賽馬日通常於星期三及星期日（有時會改為星期六）舉行。星期三舉行夜間賽馬，多於跑馬地馬場舉行，但偶爾會於沙田馬場舉行，一般編排8至9場。週末會於星期日（有時會改為星期六）舉行日間賽馬，多於沙田馬場舉行，但全年會有1-2次會於跑馬地馬場舉行，主要讓兩個馬場更換「冬草」以及「夏草」，一般編10至11場。有時為避免賽期太緊迫或遷就重要節日和活動。
因天氣酷熱影響，香港賽馬會亦舉辦黃昏馬賽事，曾於2003年6月14日後停辦，但自2023年6月起恢復舉辦，原日賽第一場賽事延至下午4時開跑。2025年起正式命名為夏令賽事‧
每年11月首個星期二因配合轉播澳洲墨爾本盃而進行夜馬賽事，但於轉播海外賽事日上限放寬後，墨爾本盃賽馬日直播已和本地夜賽分開舉行。近年因賽期緊迫，公眾假期舉行的賽馬日於星期一或星期二舉行沙田賽事，香港賽馬會或於星期四及星期五舉行跑馬地馬場夜賽，以確保賽期。
2009年6月30日，行政會議通過由2009至2010年度馬季起，每季增加5個83個香港賽馬日至及23個海外轉播日；及後在2016年6月14日，行會再通過由2016至2017年度馬季起，每季再增加5個香港賽馬日至88日，歇暑期維持不變。此外，為方便市民投票，政府一般不批准馬會於立法會或區議會選舉日舉行賽事，不過補選日則不受此限。

### 馬場

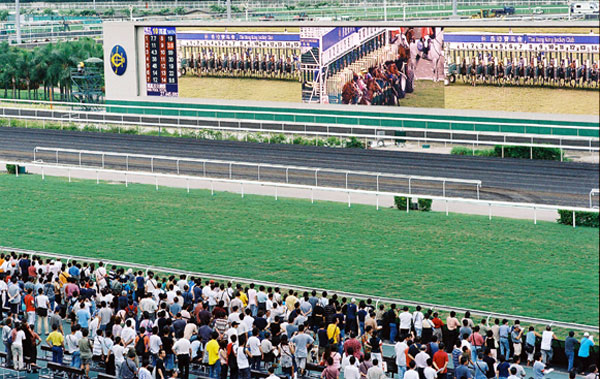
沙田馬場的大銀幕播放着開跑一刻，攝於2004年

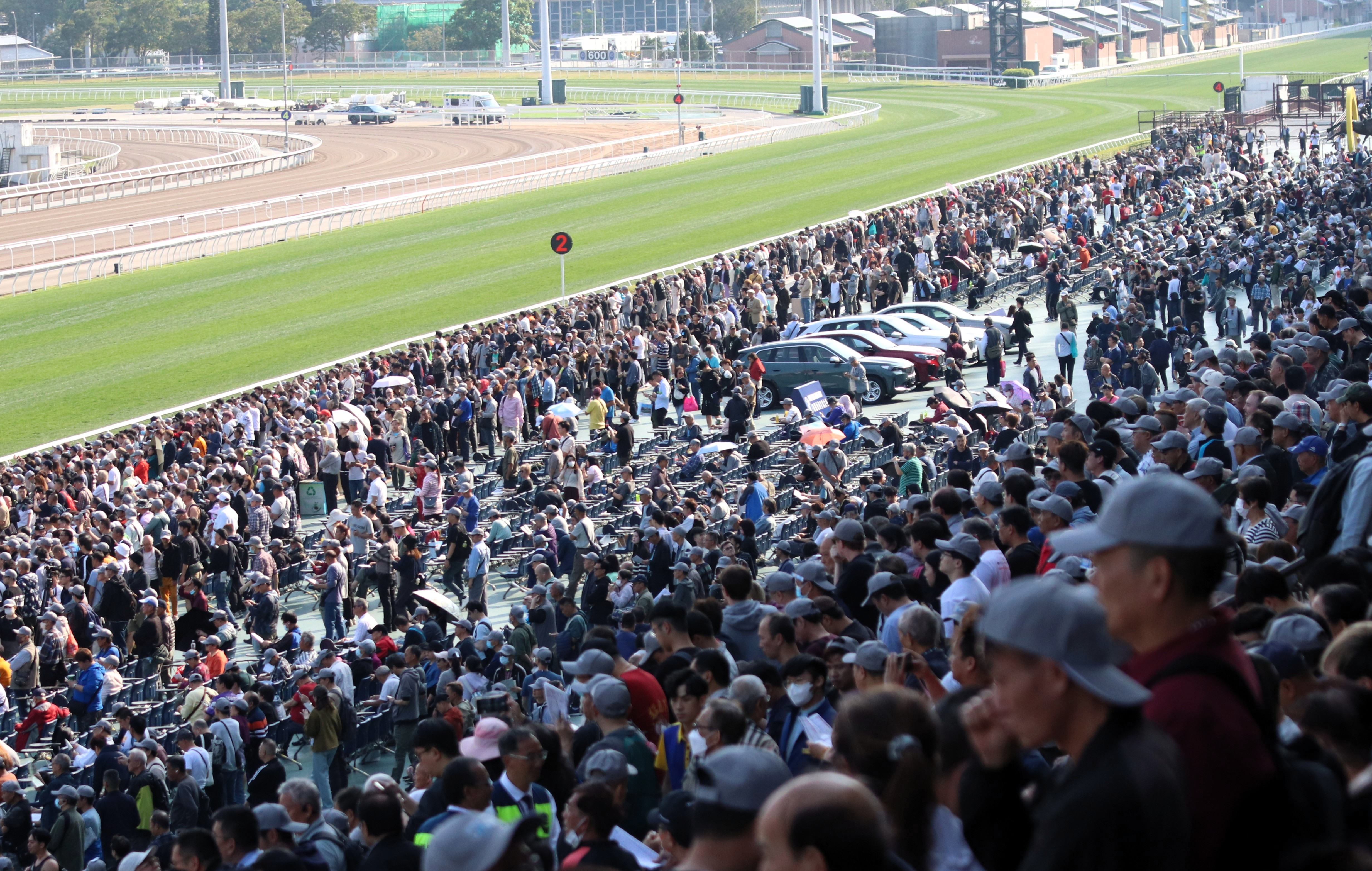
沙田馬場看台公眾席，攝於2025年3月23日香港打吡大賽2025賽馬日

英國人熱愛賽馬活動，香港開埠初年已於香港島快活谷建跑馬地馬場，快活谷馬場歷史悠久，於1846年已進行首次賽馬。為目前世界少有位於市區的馬場。跑馬地馬場現設一條草地跑道，早年除草地外亦曾經先後設有沙地及安妥膠跑道，於1995年重建後變為一條草地跑道。
除跑馬地馬場，新界北部粉嶺早期亦有軍營和大草場，稱為粉嶺軍地馬場，1918年，香港賽馬會租賃軍地大草場作放牧場，快活谷馬匹在夏天被送到那裡休息。1926年軍地舉辦首屆跨欄賽馬。1927年沙頭角道軍地以灌木建立馬場。冬季星期日舉行賽馬很受歡迎，包括跨欄賽和障礙賽。1931年辦平地賽馬。1932年曾辦女騎師賽馬，至1950年代，軍地賽馬場關閉，其後被改建成現今之上水雙魚河馬會會所及騎術學校。
1971年，政府決定批准馬會於新界區沙田新市鎮興建新馬場。沙田馬場於1978年10月7日正式開幕。經過不斷擴建，包括加建看台，更換闊型大銀幕，及於沙圈加建天幕等。現時大部份主要賽事均安排於沙田馬場舉行。
馬迷可在賽馬日進入舉行賽事的馬場觀賽，公眾席入場費為10港元，會員可憑會員章進入會員席，亦可為來賓購買會員席入場證章，每位50港元。另一個馬場則提供雙邊投注服務，馬迷可入場觀看大螢幕直播賽事及使用投注設施。
沙田馬場內設有彭福公園，以香港賽馬會首任總經理彭福將軍命名，每逢沙田馬場舉行賽事，彭福公園便會關閉；近年彭福公園改建，大部份地方闢作2008年奧運的馬術賽事場地。
2010年亞洲運動會結束後，廣州市政府將從化區馬術場地從化馬場交由香港賽馬會管理，2018年8月28日正式啟用，作為馬匹訓練設施及賽馬場使用，2019年3月23日首次在從化馬場舉辦純演示性速度馬術比賽。這是香港賽駒歷來首次在內地參與速度馬術比賽。

### 評分制度
香港賽馬推行評分制，大部份賽事為讓磅賽，每匹馬皆由馬會評磅員給予評分，較具實力馬匹需根據評分負較重的負磅，以平衡各駒的取勝機會。每場賽事過後，評磅員會依各馬匹表現加分或減分。
初來港的自購新馬可選擇在新馬班出賽或評52分於第四班起步，而自購馬視乎海外賽績多評第三班或以上（70分以上），每場賽事原則上以1分負1磅計算，現時每場賽事負磅上限為135磅，下限為115磅，本地騎師或見習騎師減磅不在此限。
本地自由身騎師或見習騎師可獲得最少減2磅出賽，見習騎師視乎總頭馬成績而獲得相對應的減磅（由5磅至10磅），新馬賽事及主要大賽則為平磅賽，通常四歲或以上雄馬及閹馬負126磅（三歲馬或雌馬可獲減磅）。
香港賽馬按評分分為多個班次，起初分為十班，經過多次調整後，1970年代初減至九班，1976-1977馬季起減至七班，1990-1991馬季起減至六班，直至近年將所有馬分為五班：
以下是2006-2007年取消精英班賽事後的評分標準。
| 賽事班次 | 標準評分上限 |
| -------- | ------------ |
| 第一班   | 120          |
| 第二班   | 100          |
| 第三班   | 80           |
| 第四班   | 60           |
| 第五班   | 40           |

### 馬匹
由於香港地方狹小，難以發展配種業，加上目前中國內地的育馬事業仍有待發展。現時在香港服役馬匹全部從外地訓練及運入，通常來自澳洲、紐西蘭、英國、法國、愛爾蘭、美國等賽馬及育馬事業成熟的國家。近年則開始從南非、加拿大、阿根廷及日本等地方引入馬匹，2024年新加坡及澳門結束賽馬運作前後，亦有若干數目的馬匹以自購馬身份來港作賽。香港競賽馬匹退役後，大部份無配種價值，因此大部份香港馬匹為已閹雄馬，即騸馬，因閹割後馬匹較易馴服；雌馬則甚少輸入，不常會出現現役馬中無雌馬的情況，但也有像勝威旺、金德寶等成功例子。極少數在香港作賽而又有好成績的雄馬，退役後會被運往其他國家作為種馬。所有在香港服役馬匹需要根據布號打上烙印以作識別，避免出現『拉錯馬』情況。一旦向香港賽馬會申請退役，在得到接納後，不能再返回香港重新申請，但仍可以「訪港馬匹」名義再次來港參加國際賽事。
過去香港之競賽馬匹由馬會於外國周歲馬拍賣會或經馬販購入，來港後再以抽籤方式編配馬主, 主要有下列兩類:
- 配售新馬 SG - 由馬會購入的從未出賽馬匹， 在抽籤儀式中隨機抽出馬主, 馬主於遞交申請表時須繳交購馬費用, 首季與其他未出賽新馬比賽，勝出頭馬的可獲即時編班, 未能勝出的在馬季結束後由評磅員按其賽績評分編班, 已被自購新馬取代。
- 高價馬 - 由馬會購入的曾出賽馬匹，在抽籤儀式中隨機抽出馬主, 馬主於遞交申請表時須繳交購馬費用, 售價較配售新馬為高，評磅員按外地賽績將馬匹直接評分編班, 已被自購馬取代。

現時於香港作賽的馬匹，類別一般分為四類, 有意成為馬主之會員須向馬會申請馬匹進口許可證並被抽中:
- 國際拍賣會新馬 ISG - 自1995年起, 馬會每年會於外地購入一定數量從未出賽的馬匹，再經香港國際馬匹拍賣會出售予馬主的馬匹。
- 自購馬 PPH （Privately Purchased Horse） - 1979年起, 馬主自行購買於外地曾出賽的馬匹，但受條件限制, 按賽績直接評分編班。
- 自購新馬 PPG （Privately Purchased Griffins） - 1989年起, 馬主自行購買從未出賽的馬匹。
- 訪港馬 VS - 非香港練馬師訓練來港參賽的外地馬匹，通常出現於浪琴香港國際賽事、富衛保險冠軍賽馬日及渣打冠軍暨遮打盃。前香港受訓賽駒可以此名義再次來港參與國際賽事。

#### 馬名
職業化前的馬名長度沒有限制，曾有少至一個字馬匹命名為「奔」，亦有多字馬匹「藍色大渡河」、「滿利駒二世」、「愛爾蘭假期」、「九龍塘之寶」等。1971年職業化後，所有競賽馬匹，從輸入香港後，可獲命名機會。馬主可以根據自己的喜好命名，或保留外地已登記之馬名。只要中文馬名界乎兩個至四個漢字。英文馬名為18個字母，包括空格及符號在內，並不涉及公司商標或不適當名字的馬匹，而香港馬王的名字以及被國際賽馬聯盟禁用馬名則不能重用。香港馬匹的中文及英文的意思可能完全不一致。以精英大師為例，若直接翻譯為英語，應為Master of Elite。反之從Silent Witness，譯為中文，應為沈默證人。如馬主因不懂中文因素未能提供中文馬名，將由香港賽馬會作出翻譯。
香港賽馬會於2000年代開始設立一個語言團隊，在越洋轉播賽事或香港國際賽事，將大量海外馬匹的名字譯為中文。如果馬匹名字意思與香港現役馬匹名單重覆，則改名其他意思相近的名字。例如2017年菊花賞冠軍神業，因香港有馬匹名為「奇蹟 （页面存档备份，存于）」，故改用此名字。於迫不得己的情況下，如果有香港馬匹使用海外馬匹的原有名字，則海外馬匹名字作出更改。非常特殊的情況下，一匹於澳門賽馬會登記名稱為「森林精英」的馬匹（馬主是元彪與馬澄發）參加2004年及2005年港澳盃，由於香港也有一匹名為「森林精英」的馬匹，因此香港賽馬會於官方網站上以「森林精英（澳）」作為區別。
此外香港賽馬會在騎師名以及練馬師名盡量漢名化。例如戴圖理，看起來像戴姓人物相似，或像約翰摩亞保留英語直譯。另外騎師或練馬師亦可申請中文名字，例如韋紀力早期譯為韋紀克，後來申請改名為韋紀力。
此外，地名方面，香港賽馬會未必使用最規範的譯名。例如阿聯酋地名杜拜，會出現「杜拜」及「迪拜」兩個常用的譯名混用的情況。

### 馬會會籍
目前有五種會籍：賽馬會員、全費會員、公司會員、競駿會會員和國內會員（北京香港馬會會所），所有會籍需要經多於一名現有會員支持及通過收入和品格審查才能加入, 故有刑事案底者多被拒諸門外。過往曾嚴格要求會員需要於年內超過一半時間逗留在香港，但為了讓北京會所會員申請賽駒，此限制亦告取消。

### 馬主
要在香港擁有馬匹，必須先成為香港賽馬會會員，在入會一段時間後方可申請養馬。由於名額有限，馬會每年進行一次抽籤，中籤者可從外地購入一匹馬運送到香港作賽。擁有現役馬匹的馬主亦可在條件限制下，選擇把現有馬匹退役，另外從外地購入一匹馬替補名額。與其餘地區不同，不得以公司名義擁有馬匹，一名馬主擁有數目有限，避免如其他地方由一個或數個集團壟斷賽馬局面，例如賽馬職業化時代前已當馬主的許世勳，在2018年以馬主身份取得第100場勝利，為目前的香港紀錄。
馬主身份有以下幾種：
- 個人馬主：由個人所有，需要香港賽馬會賽馬會員可擁有馬匹。
- 合股馬主：由2至4人所擁有一匹賽駒，常見組合為家人、夫婦等。
- 馬主團體：每個馬主團體需要最少有2名經理人，另外可設有多名成員，每個賽馬團體最多設50人，較低等香港賽馬會會籍可以成為馬主團體的一般成員，但不能成為經理人，非香港賽馬會會員以可以馬主團體一般成員身份擁有馬匹。
- 練馬師團體：組成馬主團體，並指定由練馬師訓練馬匹，於三個馬季內不可以轉投其他練馬師，只限購入自購馬及拍賣會馬匹，此制度於2006年引入，自2010-11年發出最後一批資格後一度取消，但馬主團體及練馬師仍可使用未用之配額。2022-23年馬季中段重新引入。
- 競駿會有限公司：香港賽馬會唯一可以有限公司名義註冊的馬主，可自行購入馬匹，馬匹數目不限。
- 個人馬主最多同時擁有五匹現役馬，連同合股馬主最多可擁有六匹現役賽駒。特殊情況下，當馬主死亡後，會暫由遺產執行人暫時管理，直到完成法律程序為止。

每名馬主均有與別不同的綵衣，讓馬迷以及賽馬記者識別，即使是同一家族馬主，綵衣設計必需不同。但綵衣設計受香港賽馬會限制，圖案及顏色需要跟隨香港賽馬會的指示。例如不能印上英文字母或贊助商等。

### 騎師
1971年以前，在香港策騎的騎師大部份為業餘騎師（如郭子猷、鄭棣池），部份為軍人（如山度士），甚至是馬主本人。1971年香港賽馬轉為職業化後，所有騎師為全職專業騎師，馬會亦開始舉辦騎師訓練學校，培訓本地騎師，首批畢業生包括告東尼、羅國洲等，而亦會以聘約形式聘請外國的騎師策騎，職業化後首批聘請的外籍騎師有：蘭尼、甘保頓、伊諾等。
現時於香港策騎的騎師，以來自外國的外籍騎師為多數，部份由練馬師向馬會提出申請及聘請，一些屬國際著名，如巫斯義、冼毅力等。馬會亦會邀請一些外籍好手來香港客串一段時間，如靳能、蘇銘倫、戴圖理等。一些曾被馬會邀請的好手如：馬佳善、韋達、莫雷拉、潘頓、郭能、田泰安等，因成績出眾而每年皆獲聘任，以至長期在港作賽而視香港為家得而成為香港永久居民。在進行國際賽事期間，也有一些因此短時間來港作賽，如柏兆雷、武豐及岳禮華等。
1971年以前的見習騎師叫紅牌生，俗稱「牌仔」，有某些埸次設為紅牌生賽只供紅牌生騎師參賽。1971-1972馬季開始職業時代，馬會辦見習騎師學校招第一期見習騎師學員後，一直培訓香港出身本地騎師，先經基礎訓練成為見習騎師方可出賽。1994年增設「騎師條件限制賽」，只限本地騎師參賽，以增加本地騎師出賽機會，但自1996年由錢健明主謀的造馬案揭發後停辦。
馬會其後大幅收緊見習騎師在香港出賽條件，近年見習騎師在香港馬場首次上陣前，已被馬會安排跟隨外地練馬師學習及累積作賽經驗。見習騎師可獲得減磅以補充其騎功的不足，在取得一定場次頭馬（現今是70場）後，便可獲升為正式騎師。近年，由於競爭激烈，華籍騎師的生存空間逐漸減少。不少具實力馬匹及著名馬匹皆由外籍騎師策騎，華籍騎師只剩下一些實力較弱的冷門馬。為讓華籍騎師有更多出賽機會，馬會於2005年11月1日起實施本地騎師減磅新制度，容許自由身騎師負磅減兩磅，最多則減十磅，令部份自由身騎師如賴維銘，鄭雨滇等取得更多頭馬，不少見習騎師如黎海榮、梁家俊、蔡明紹、楊明綸、何澤堯、黃寶妮等，經練馬師悉心培訓後也取得好成績，其後亦將自由身騎師減磅上限修正250場。
所有騎師除訪港騎師一旦接受香港賽馬會的聘約後，需要逗留香港，於非賽馬日需要替馬匹操練。如需要在香港及從化以外地區策騎馬匹或處理私人事務，需事先向香港賽馬會申請，批准後才能離港策騎及處理事務。
現時香港賽馬會所屬騎師有以下幾個類別:
- 馬會騎師：又稱為公司騎師，受聘於香港賽馬會, 並獲馬會提供宿舍。騎師以一季、半季或其他節數之聘約。例如在歐洲平地賽事歇冬時，會有一些歐洲騎師來香港申請短期聘約（包括莫艾誠、巴度、貝諾華、湛明諾、蘇兆輝）。
- 馬房騎師：由練馬師聘請一名騎師為其馬房服務, 並由練馬師安排住宿; 該名騎師大多數策騎該練馬師馬匹，如需要外借策騎其他練馬師馬匹，將受到條件限制,馬主須支付三倍策騎費。
- 自由身騎師：由香港賽馬會訓練之騎師於見習騎師畢業的後稱呼，部份騎師可在讓賽中受讓磅。
- 見習騎師：由香港賽馬會訓練的騎師，以勝出頭馬多少而獲得相應的受讓磅出賽。如在香港勝出70場或進行第六個馬季將升格為自由身騎師，見習騎師所屬之練馬師可獲得一定比例的獎金。
- 訪港騎師：由香港賽馬會批准於香港國際騎師錦標賽、香港國際賽事、冠軍賽馬日及遮打盃等邀請或策騎海外馬匹，香港馬主也可以在馬匹出賽二級賽或以上及四歲馬賽事向馬會申請騎師於相關賽日訪港。此外香港賽馬會亦因騎師數目，臨時邀請騎師到港策騎。

所有騎師除訪港騎師外，均在馬季結束前檢討騎師表現，然後根據表現決定來季騎師動向。因表現差劣而被淘汰的香港出身騎師，通常會轉往其他馬房當策騎員，或接受訓練以便將來成為練馬師。這些前騎師可在試閘策騎。
香港賽馬會禁止騎師聘用經理人以增加策騎機會，騎師需要靠個人努力獲取策騎機會。惟獨以外兩個情況例外，包括香港初出道見習騎師還有馬會騎師以及訪港騎師聘用英語傳譯。

### 練馬師
職業化前，練馬師的地位並不高，當時名義上只是馬房的頭領，業餘時代並沒有副練馬師，轉職業後才有副練馬師一職。由於六十年代發生毒馬案，1971年馬會實行職業化，以英國退役將軍彭福(Robert Bernard Penfold)為首任總經理，展開對賽馬全面改革，對練馬師和騎師制度化管理，並大大加強了馬房保安、馬匹健康護理、藥物撿驗等各方面，以免毒馬案重現。
練馬師和騎師一樣以每年獲發牌照方式掌控，練馬師不得兼任騎師或馬主。1972-1998年在騎師訓練學校畢業的見習騎師須自行與練馬師簽訂學徒合約，自1999年起開始由馬會決定指派給指定的練馬師，跟隨在馬房學習，見習騎師和練馬師有了所謂師徒的關係。練馬師的聘任權完全由馬會決定，馬會為提高香港賽馬事業的水平，會邀請外國著名練馬師來港開倉：如佐治摩亞、愛倫、大衛希斯、蔡約翰等。本地練馬師則大多數為騎師出身，掛靴後在馬房工作而逐步升至副練馬師, 但亦有冠軍騎師於掛靴後翌季即獲發練馬師牌照, 如鄭棣池 (1976-77)、告東尼 (1996-97) 
及韋達 (2019-20) 等。每逢臨近季尾五月左右，馬會的牌照委員會都會就當季練馬師總頭馬成績作整體性評估，而決定來季是否獲續牌。根據馬會規例，除首季獲發牌的練馬師外, 成績達不到馬會最低要求的便要收警告信，之後再有兩次不達標便不獲續牌, 一次前五名成績可抵消一次不合格。現時續牌要求成績為每季16場頭馬/18場頭馬(在從化開倉)，其中14場頭馬/16場頭馬(在從化開倉)須為第四班或以上的賽事。不獲續牌或年屆退休的練馬師的空缺，多由副練馬師升上填補。另外，如練馬師年齡達65歲，需規定強制退休。2015年馬會修例，容許在年滿65歲前的三個馬季頭馬或獎金數字均位列首五名者從練至70歲, 受惠於此例之練馬師先後有約翰摩亞、蔡約翰、告東尼及呂健威。2022年7月馬會再次修例，在年滿65歲前的3季曾奪得冠軍者亦可從練至70歲, 2019-20年度冠軍姚本輝因而獲准延長其練馬生涯。年滿70歲而又曾最少2次奪冠者如符合某些條件，可從練至73-75歲。
2023年12月21日，馬會再次修例，將練馬師的退休年齡由65歲更改為66歲，馬會亦修訂練馬師符合資格續牌至70歲的準則，任何練馬師提出申請以於年屆66／70歲後獲得續牌，於提出申請時均須為在沙田及從化兩地設廄的練馬師或由之後一個馬季開始前成為在兩地設廄的練馬師，以及之前3季均符合練馬師表現準則的最低要求。此為申請續牌的基本條件。練馬師年屆66歲後(直至70歲)續牌最低要求中，增加一項於年屆66歲該馬季之前3個馬季中，訓練多於一匹勝出分級賽(即國際分級賽及四歲馬經典賽事系列之比賽)頭馬的個別賽駒(包括至少一匹能勝出國際一級賽的個別賽駒)。
2024年5月7日，馬會修改練馬師成績合格規則，如練馬師並無於從化馬場設廐，合格頭馬數字為14場，而於從化設廐練馬師，合格頭馬數字為16場，而五班頭馬只計兩場的規例亦取消。

### 檔位
早期賽馬在起步點並沒有設置閘廂，只以閘網橫越跑道，所有參賽馬由騎師策騎，於閘網後等待司閘員指令閘網打開，後來由於閘網形式較不公平，則改用電動閘廂，在賽事舉行前兩日先舉行抽籤以決定出賽馬匹的檔位（恆常賽事會使用電腦抽籤來決定檔位，若果是富衛保險冠軍賽馬日、寶馬香港打吡大賽及浪琴香港國際賽事等重要賽事，則使用人手抽籤來決定檔位），馬報以《排位版》刊出馬匹資料。閘廂置於起步點處，所有參賽馬需先被牽引入閘，把後門關上後，再由司閘員按鈕開啟閘廂起步。現在香港最多出賽馬的數目為14隻。當宣佈出賽馬匹後，如賽駒退出賽事，後備補上馬匹將用回退出馬匹之檔位。

### 賽事途程及場地
早期的賽馬路程是以英制為單位，如五化郎（即975米）、一哩（1650米）、九化郎（1800米），在1972－1973年馬季開始以公制為單位。而跑道除草地外，還有沙地、安妥膠地，而所跑的路程亦非常繁多：如跑馬地有975米、1235米，沙地有1030米、沙田亦有1900米，至2000年後，逐漸減至以下九種途程及三種跑道：
| 途程/場地 | 沙田草地跑道（田草） | 沙田全天候跑道（田泥） | 跑馬地草地（草） |
| --------- | -------------------- | ---------------------- | ---------------- |
| 1000米    | √                    | X                      | √                |
| 1200米    | √                    | √                      | √                |
| 1400米    | √                    | X                      | X                |
| 1600米    | √                    | X                      | X                |
| 1650米    | X                    | √                      | √                |
| 1800米    | √                    | √                      | √                |
| 2000米    | √                    | √                      | X                |
| 2200米    | √                    | X                      | √                |
| 2400米    | √                    | √                      | √                |

### 主要賽事及賽馬日
粗體字為納入香港賽馬會「全球匯合彩池」博彩品牌之賽事

斜體字為香港賽馬會界定的主要賽馬日，預訂馬場設施收費較一般賽馬日高昂

#### 國際賽馬錦標賽事
- 富衛保險冠軍賽馬日（一級賽、沙田）（4月）：女皇盃（2000米）、冠軍一哩賽 （1600米）、主席短途獎（1200米）
- 浪琴香港國際賽事（一級賽、沙田）（12月）：浪琴香港短途錦標（1200米）、浪琴香港一哩錦標（1600米）、浪琴香港盃（2000米）和浪琴香港瓶（2400米）
- 百週年紀念短途盃（一級賽、1200米、沙田）
- 女皇銀禧紀念盃（一級賽、1400米、沙田）
- 董事盃（一級賽、1600米、沙田）
- 花旗銀行香港金盃（一級賽、2000米、沙田）
- 渣打冠軍暨遮打盃（一級賽、2400米、沙田）
- 精英碗（二級賽、1200米、沙田）
- 沙田錦標（二級賽、1600米、沙田）
- 中銀香港私人銀行馬會短途錦標（二級賽、1200米、沙田）
- 中銀香港私人財富馬會一哩錦標（二級賽、1600米、沙田）
- 中銀香港馬會盃（二級賽、2000米、沙田）
- 主席錦標（二級賽、1600米、沙田）
- 冠忠巴士短途錦標（二級賽、1200米、沙田）
- 國慶盃（三級賽、1000米、沙田）
- 慶典盃 (三級賽、1400米、沙田)
- 莎莎婦女銀袋賽（三級賽、1800米、沙田）
- 洋紫荊短途錦標（三級賽、1000米、沙田）
- 華商會挑戰盃（三級賽、1400米、沙田）
- 一月盃（三級賽、1800米、跑馬地）
- 百週年紀念銀瓶（三級賽、1800米、沙田）
- 皇太后紀念盃（三級賽、2400米、沙田）
- 沙田銀瓶（三級賽、1200米、沙田）
- 獅子山錦標 (三級賽、1600米、沙田)
- 精英盃（三級賽、1400米、沙田）
- 精英碟（三級賽、1800米、沙田）

#### 香港賽馬錦標賽事
- 香港經典一哩賽（表列賽、1600米、沙田）
- 香港經典盃（表列賽、1800米、沙田）
- 寶馬香港打吡大賽（表列賽、2000米、沙田）
- 港澳盃（第一班、1400米、沙田）

#### 其他香港賽馬錦標賽事及賽馬日
- 馬季開鑼賽馬日（香港特區行政長官盃、第一班、1200米、沙田）
- 國慶賽馬日（國慶盃）
- 樂聲盃（第二班、1400米、沙田）
- 其士盃（第二班、1600米、沙田）
- 國際騎師錦標賽（香港國際賽事前一週跑馬地夜賽舉行）
- 六福珠寶盃
- 好運1月1賽馬日（華商會挑戰盃）
- 農曆新年賽馬日（年初三，賀年盃、第一班、1400米、沙田）
- TVB盃
- 主席賽馬日（7月）
- 香港共慶回歸賽馬日（香港回歸盃）
- 馬季煞科賽馬日（沙田一哩錦標→香港馬主協會錦標、第一班、1600米、沙田）[6]
- 跑馬地煞科賽馬夜（不一定於每一個馬季出現）
- 時尚煲呔賽馬日（待定，曾於百週年紀念短途盃賽日及沙田錦標賽日舉行）

#### 過往主要賽馬日
- 周年大賽（香港賽馬會成立前以及業餘時代重要賽日）[7]

### 賽馬報紙
各式各樣的賽馬報紙稱為「馬報」或「馬經」，主要刊載賽事的詳細資料、馬評家提供的「貼士」、馬匹賽績、騎練動態、賽馬新聞、晨操紀錄等。一般賽事舉行前兩天，約早上11時前馬會會為參賽馬匹抽籤編排檔位，馬報當日下午會以《排位版》出版，主要刊載馬匹賽績。賽事舉行前一天，正午12時開始接受投注，馬報當日下午約六時會以《賽日版》出版，刊載各場參賽馬匹的賠率。除信報財經新聞及香港經濟日報外，香港大部份的中英文報章均設馬經版，並每天提供賽馬消息，除南華早報外，其他中文報章均把賽馬版從體育版分拆。

### 賽馬電視轉播
在早期，只有在所有公眾席入場證章售罄之情況下，香港賽馬會才批准電視台直播全日賽事, 否則只可直播四重彩的一場。其後在大部份賽事都提供直播，但有些賽事因遷就新聞節目而無法提供直播，至1995年9月香港有線電視18台加入作為收費電視轉播，方可以一場不漏播放所有賽事，1997年亞洲電視曾經失去的香港賽馬節目轉播權，由無綫電視奪得的香港賽馬節目轉播權，1999年9月起賽馬節目改由馬會製作，電視台只提供播映時段，2001年9月，亞洲電視重新奪得的香港賽馬節目轉播權，至2007年12月31日亞洲電視增加免費數碼頻道動感資訊頻道加入作為播放賽馬節目，免費電視頻道方可以轉播所有賽事，至2009年4月1日亞洲電視改變免費數碼頻道的數目動感資訊頻道的賽馬節目改為於亞洲高清台，及後更名亞洲台。在2001年至2015年7月期間，免費賽馬電視轉播經由亞洲電視提供。
由於2015年亞洲電視不獲續牌，所以自2015年9月起改經無綫電視旗下的頻道82台J2以及之後的TVB Plus轉播，並於2022年9月10日至2024年4月21日由無綫財經體育資訊台轉播賽馬。1995年9月開始香港有線電視加入以有線18台作收費電視轉播，直到2023年5月31日為止，其後由「有線18寶」名義提供收費網絡直播

### 賽馬電台轉播
賽馬電台轉播有香港電台和商業電台，而2005年9月起只剩下商業電台轉播。香港數碼電台的轉播在2015年11月18日賽事日起停止。現時轉播電台只有商業電台。

### 賽馬網絡轉播
香港賽馬會授權一些網絡電視台可直播觀看賽馬，如收費電視台用戶或收費手機應用程式，香港賽馬會的投注戶口客戶也可透過系統登入收看直播。香港賽馬會在2014年12月14日起開放世界各地人士觀看香港國際賽事，並在2015年4月26日愛彼女皇盃有同樣安排。另外香港賽馬會免費提供粵語、英語及普通話收音機網絡直播。目前香港賽馬會開放使用Racing Touch、馬會三合一以及HKJC TV手機應用程式觀看賽馬直播。此外由中國電信香港旗下的UTV、電視廣播有限公司串流平台MyTV Super賽馬台提供網絡平台直播。近年亦放寬特定賽馬媒體在YouTube設置直播，如「贏跑台」（星島日報）、「競馬」（YouTube名稱『賽馬』）等

### 海外賽事轉播
| 年度                 | 同步聯播賽事 | 同步聯播日 | 聯播日最多場數 | 馬季結束時轉播 |
| -------------------- | ------------ | ---------- | -------------- | -------------- |
| 1989/90年至2008/09年 | 10           | 0          | N/A            |                |
| 2009/10年至2014/15年 | 10           | 15         | 4小時內9場賽事 |                |
| 2015/16年至2019/20年 | 10           | 23         | 9              |                |
| 2020/21年至2022/23年 | 10           | 37         | 9              |                |
| 2023/24年至2024/25年 | 25           | 37         | 12             |                |
| 2025年至2026年       | 40           | 53         | 12             |                |
| 2026年至2027年       | 55           | 70         | 12             |                |

自1989年起，香港政府批淮當時的香港英皇御准賽馬會接受香港以外賽事投注，初時每季10場，需與香港賽馬日同時舉行。直到2009－2010年馬季可額外增撥15個海外賽事賽馬日，單獨於香港賽馬賽馬日舉行。主要轉播賽包括凱旋門大賽、墨爾本盃、日本盃、杜拜世界盃、皇家雅士谷等，1993年至2002年也曾轉播著名障礙賽事英國障礙大賽，但該賽事贊助商更換後再無此安排。目前香港賽馬會在一個馬季內轉播10場轉播賽海外賽事再加23場海外賽事賽馬日。2021年起，馬會再次獲政府批准，增加越洋轉播賽日數目14日至合共37日，並可於歇暑期間（7月至8月）越洋轉播賽事，以加強香港公眾對海外賽事的投注需求，亦有助政府打擊香港的非法博彩活動，同時帶來額外博彩稅及慈善捐款。

香港賽馬會由2019年6月英國皇家至士谷賽事起，開始與外地賽馬組織舉辦全球匯合彩池，香港賽馬會與外地賽馬組織在平分彩池中統一大部份彩池派彩。此外亦與法國PMU在法國轉播賽中，將獨贏及位置兩個彩池匯出法國彩池。
目前，獲香港賽馬會達成全球匯合彩池包括國家及地區澳洲（維多利亞州、新南威爾斯州及昆士蘭州）、英國、愛爾蘭、德國、沙地阿拉伯、阿聯酋、阿根廷、紐西蘭，彩池包括獨贏、連贏、位置、位置Q、二重彩、三重彩及三寶。此外亦於法國轉播賽事，將獨贏及位置彩池匯出法國PMU彩池。此外沙地阿拉伯以及阿聯酋因當地法規，不設賽馬博彩，香港賽馬會需要與其他國家及地區賽馬組織合作。其他非匯合彩池地區，如澳洲（西澳洲及墨爾本盃）、美國、日本、南韓、新加坡（2024年為止）及澳門（最後一次轉播於全球匯合彩池舉行前），以及非匯合彩池如四重彩、四連環、孖T，則由香港賽馬會舉辦獨立彩池。

## 博彩

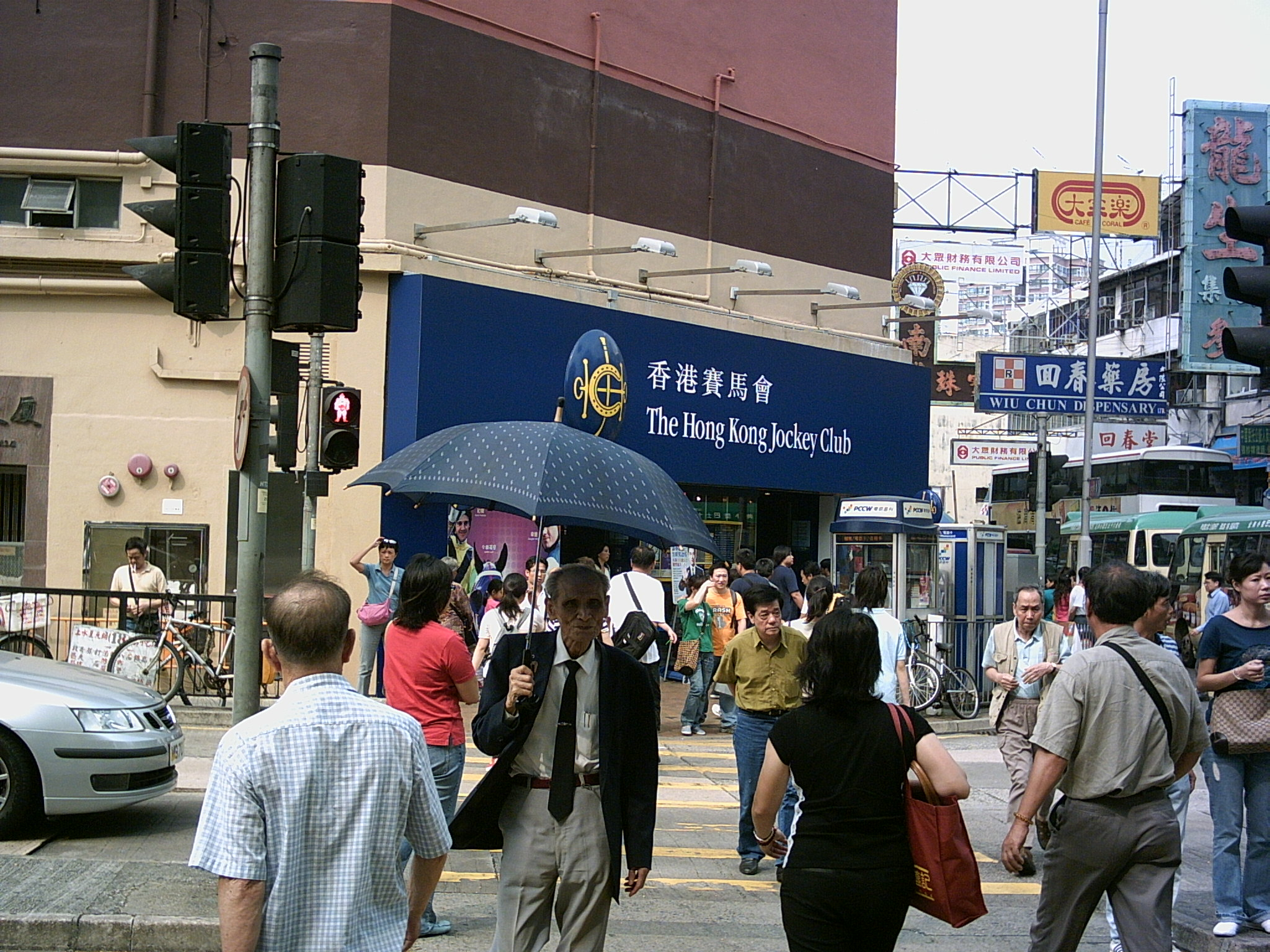
上水新豐路馬會場外投注站

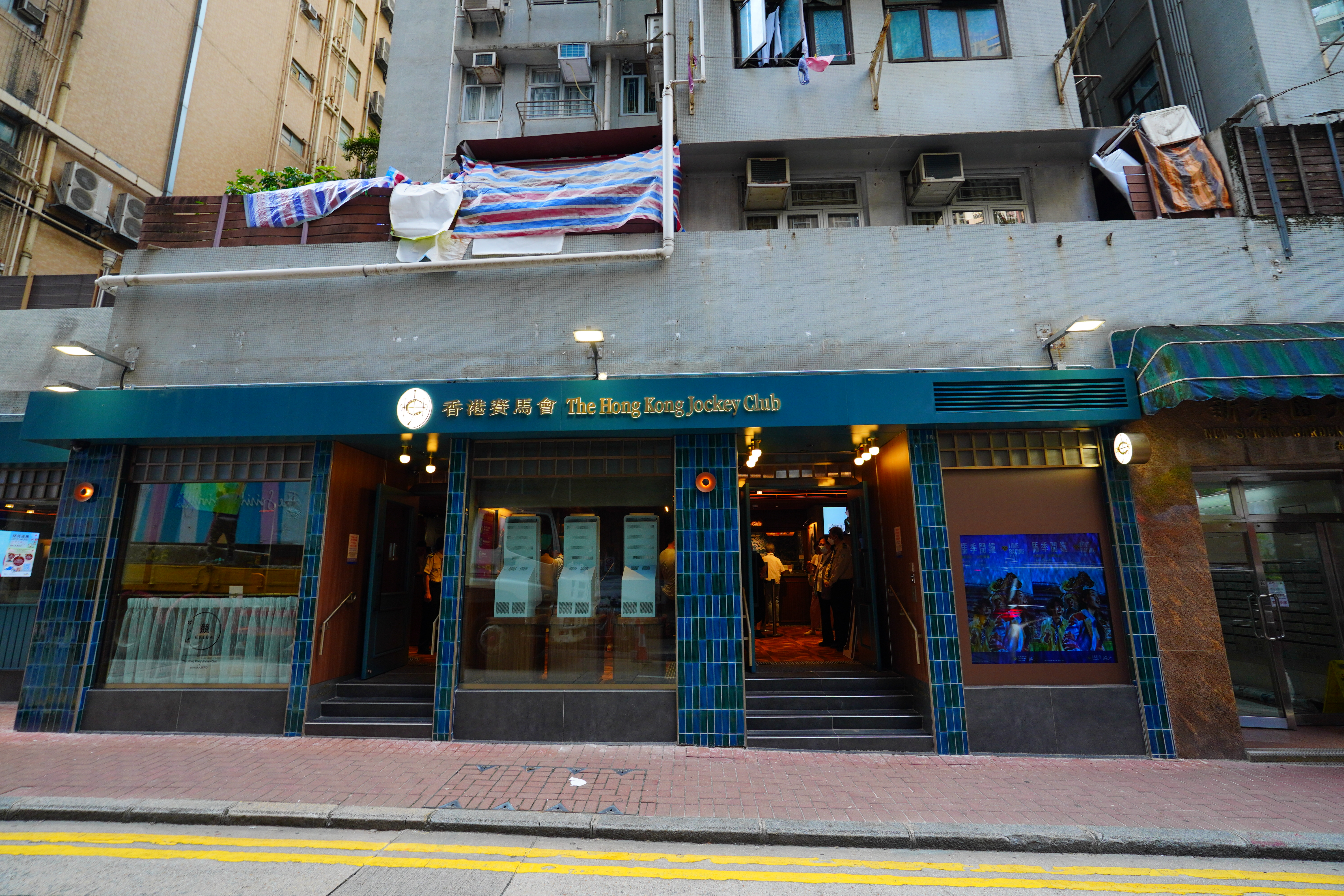
位處灣仔春園街場外投注處，設有餐廳

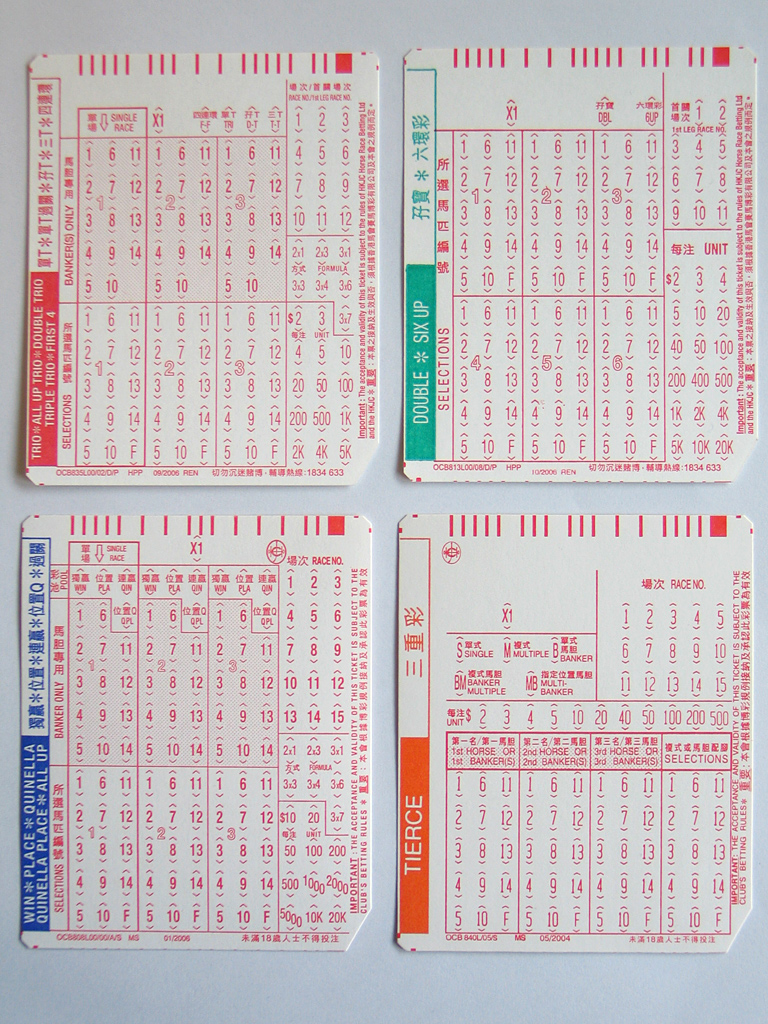
馬會各式彩票（圖為第三代劃票彩券，現已停用）

香港賽馬會是香港唯一合法接受賽馬投注的機構，馬會提供多種投注方式，彩池及投注額屬世界前列。馬會在彩池中抽取佣金作為營運經費，並抽取部份作為博彩稅繳納予香港特別行政區政府，並會將部份收益作為社會福利用途。1978年開始明文規定未滿18歲不得參與博彩。1980年初開始電腦化。截止2024年為止，除騎師王及練馬師王，所有香港境內的賽馬投注方式全為平分彩池。
除了在場內投注外，馬會亦接受場外投注、電話投注、網上投注、流動通訊投注及自助終端機投注，現有超過100間場外投注站，及超過100萬個電話投注戶口。
每年馬季的總投注額，能反映出當時香港整體經濟情況，如2003年非典型肺炎襲港期間，2003至04年度賽馬總投注額為650億港元，較1996年至97年度的924億港元下跌約30%。2005至06年度馬季總投注額則再下降至600.5億元，比前一馬季減少26.1億元，跌幅為4%。
2006年7月12日，香港立法會通過《2006年博彩稅（修訂）條例》，賽馬投注博彩稅改為以利得稅形式，按投注額扣除派彩後的毛利徵收（首三年每年包底80億）。馬會亦可向投注達到1萬港元的大額投注馬迷（包括過關投注輸錢款項），在輸賭後提供折扣回贈優惠。新措施在2006年9月開始的2006至07年度馬季起實施，目前回扣為單注輸1萬港元，可獲10%回扣（大部份越洋轉播賽事為6%）
香港賽馬會與多個國家地區海外賽馬組織及廣播公司合作，提供香港賽馬投注服務及賽馬直播。部份國家及地區投注香港賽事，與香港賽馬會派彩統一，稱為匯合彩池。

### 總投注額
| 馬季      | 總投注額（億港元） | 博彩稅（億港元） |
| --------- | ------------------ | ---------------- |
| 1992-1993 | 601.4              | 77.06            |
| 1993-1994 | 662.1              | 84.90            |
| 1994-1995 | 720.1              | 92.29            |
| 1995-1996 | 806.7              | 103.26           |
| 1996-1997 | 923.5              | 122.58           |
| 1997-1998 | 914.9              | 120.69           |
| 1998-1999 | 813.4              | 106.95           |
| 1999-2000 | 834.2              | 112.03           |
| 2000-2001 | 815.3              | 109.46           |
| 2001-2002 | 781.5              | 105.03           |
| 2002-2003 | 714.6              | 95.17            |
| 2003-2004 | 650.2              | 87.79            |
| 2004-2005 | 626.6              | 83.52            |
| 2005-2006 | 600.5              | 79.43            |
| 2006-2007 | 640                | 80.39            |
| 2007-2008 | 676.85             | 82.86            |
| 2008-2009 | 668.20             | 81.19            |
| 2009-2010 | 754.97             | 90.02            |
| 2010-2011 | 804.13             | 95.57            |
| 2011-2012 | 886.1              | 101.5            |
| 2012-2013 | 938.45             | 110.29           |
| 2013-2014 | 1018.38            | 117.83           |
| 2014-2015 | 1079.25            | 123.00           |
| 2015-2016 | 1061.42            | 121.34           |
| 2016-2017 | 1174.56            | 131.05           |
| 2017-2018 | 1242.82            | 130.56           |
| 2018-2019 | 1248.19            | 129.83           |
| 2019-2020 | 1216.08            | 121.13           |
| 2020-2021 | 1363.76            | 137.56           |
| 2021-2022 | 1404.66            | 141.41           |
| 2022-2023 | 1411.41            | 141.49           |
| 2023-2024 | 1347.45            | 129.92           |

### 投注方法
香港賽馬會自1982至1983年度馬季開始，投注基本計算由5港元為單位改為以10港元為單位至今，馬會提供多種投注方法，在馬場內設有投注窗口及自助投注終端機，供馬迷投注及領取派彩。馬會在香港各區設有很多場外投注站，提供預售，即場投注及領取派彩等服務。投注人士一般需填劃彩票，並以現金、現金券或智財卡（持有馬會投注戶口人士）於投注櫃位或電子錢包自動化櫃位進行投注。針對非香港旅客，馬場內亦提供貨幣兌換，讓旅客可由攜帶外幣兌換港幣。
每注基本上以10港元為單位。除了獨贏、連贏、位置及位置Q單場投注。只要每注總額超過100港元，就可以以最少每注1港元下注（3T及六環彩每注最少2元），四重彩只要有24注的話，則可以低至每注1元下注。
馬迷亦可於馬會開設投注戶口，以使用電話投注、投注寶、電訊運財寶、網上投注、手提電話短訊或手機應用程式投注等服務。如有投注戶口，贏得的派彩彩金會自動存入投注戶口，亦可將派彩從投注戶口轉帳至指定銀行。投注寶是一部互動式投注機，以電話線連接馬會伺服器使用，申請人須繳納租金及按金。投注寶已於2016年8月1日停止服務。
大部份彩池包括海外賽事，都在賽前一天中午12時開售，騎師王及練馬師王在下午5時開售以及在特定時間及場次暫停受注除外。所有彩池於相關場次開跑時才截止投注。

### 投注形式（彩池）和中彩規則
| 彩池          | 中獎方法 / 備註 |
| 獨贏 （Win）     | 選中一場賽事中的第1名馬匹。如賽果多於一匹，派彩會以賠率除以第一名的馬匹數目計算。 |
| 位置 （Place）     | 選中一場賽事中的第1名、第2名或第3名馬匹。如宣佈出賽馬匹只有6頭，不設第三位置。海外賽事如有21匹或以上宣佈出賽馬匹時，增設第四位置派彩。法國匯出彩池如宣佈出賽馬匹數目為7匹時，只設兩個位置派彩。 |
| 連贏 （Quinella）     | 選中一場賽事中的第1名及第2名馬匹，毋須順序。 |
| 位置Q （Quinella Place）    | 選中一場賽事中的第1名、第2名及第3名馬匹在內的任何兩匹，毋須順序。在七匹馬或以上場合才開售。 |
| 單T （Trio）      | 選中一場賽事中的第1名、第2名及第3名馬匹，毋須順序。 |
| 孖T （Double Trio）      | 在指定之兩場賽事中，每關均選中第1名、第2名及第3名馬匹，毋須順序。目前在香港賽事設最多四口（夜賽）或五口（日賽）孖T彩池，海外轉播賽日亦設有最多兩口孖T。 |
| 二重彩 （Forecast）   | 1964至65年度開始以科加士和連贏一同推出，某場次中選中順序的頭兩名馬匹便中彩，只有在出賽馬匹少的場合下才會舉辦，以代替連贏，出馬3-5匹是科加士，6匹或以上是連贏（1973至74年度科加士改為3至6匹，7匹或以上才會有連贏）。科加士在1979年取消。這種投注方式在香港以外地區經常出現。2020-21年馬季，以二重彩名義重新推出，所有場次均會提供，英文名字維持不變。 |
| 三T （Triple Trio）      | 在指定之三場賽事中，每關均選中第1名、第2名及第3名馬匹，毋須順序，作為「正獎」； 同時，在指定之三場賽事中，第1關及第2關均選中第1名、第2名及第3名馬匹，毋須順序，作為「安慰獎」。 |
| 四連環 （First 4）   | 選中一場賽事中的第1名、第2名、第3名及第4名馬匹，毋須順序。 （2015年1月18日起與四重彩合併為一個彩池。）越洋轉賽事宣佈出賽馬匹數目為25匹或以上，彩池不設受注。 |
| 孖寶 （Double）     | 在指定之兩場賽事中，每關均選中第1名馬匹，作為「正獎」； 同時，在指定之兩場賽事中，選中第1關的第1名馬匹及第2關的第2名馬匹，作為「安慰獎」。 |
| 三寶 （Treble）     | 在指定之三場賽事中，每關均選中第1名馬匹，作為「正獎」； 同時，在指定之三場賽事中，選中頭兩關的第1名馬匹及尾關的第2名馬匹，作為「安慰獎」。每個香港賽馬日編排兩口三寶，第一口為第三場至第五場。第二口為最後三場賽事。越洋轉播賽事日設一口三寶。 |
| 六環彩 （Six Up）   | 在指定之六場賽事中，每關均選中第1名或第2名馬匹，作為「普通獎」； 同時，在指定之六場賽事中，每關均選中第1名馬匹，作為「六寶獎」。六環彩編排在賽日最終六場賽事。 |
| 三重彩 （Tierce）   | 順序選中一場賽事中的第1名、第2名及第3名馬匹。 |
| 四重彩 （Quartet）   | 順序選中一場賽事中的第1名、第2名、第3名及第4名馬匹。 （彩池曾於20世紀80年代取消，2014年1月19日賽馬日重新推出，並於2015年1月18日與四連環合併及所有賽事受注）。海外賽事宣佈出賽馬匹數目為25匹或以上，四重彩及四連環不設受注 |
| 過關 （All Up）     | 自選關數（2至6關），可以選擇獨贏、位置、連贏、位置Q、二重彩（最多三關）、單T（最多三關）或混合過關，過關的派彩會依所中的場次賠率相乘。 |
| 騎師王 （Jockey Challenge）   | 選中一個賽馬日在內的各場賽事中獲得最高累積「騎師王」總分數的騎師，與其他香港賽馬彩池有異，派彩以下注時為準。接受即場投注，原則上在賽日最後兩場前截止受注。此外國際騎師錦標賽有特殊投注規則 |
| 練馬師王 （Trainer Challenge） | 選中一個賽馬日在內的各場賽事中獲得最高累積「練馬師王」總分數的練馬師，與其他香港賽馬彩池有異，派彩以下注時為準。2022年9月11日首次受注。初時不接受即場投注。由2022年11月30日起接受即場受注，原則上在賽日最後兩場前截止受注 |
| 註            | 如四重彩或三重彩投注組合出現無人或不足10元中彩的話，相關中獎馬匹可不作名次順序派彩或瓜分餘下派彩，若無人中獎，相關彩池退款處理。 部份彩池在馬匹退出後，相關投注組合或會轉投至大熱門之中。 |

| 彩池               | 推出時間                    | 中獎方法 / 備註 |
| 孖Q                | 1975年4月17日               | 在指定之兩場賽事中，每關均選中第1名及第2名馬匹（於1990年代取消）。 |
| 場內孖T            |                             | 即今天的「第三口孖T」（在第八及第九場之間）。 |
| Fun組 （馬匹編號） | 2007年2月7日至 2007年9月1日 | 競猜獲得第一名的馬匹組別。如一至四號馬為第一組，四至八號馬為第二組，如此類推，若七號碼跑贏，則代表投注第二組的馬迷勝出，投注額低迷關係，成為香港賽馬史最短命的彩池。類似概念由2015年起受注之組合獨贏重新推出。 |
| 組合獨贏 （3 Pick 1 Composite Win）      | 2015年10月25日              | 設「3揀1」、「勝出練馬師」及「勝出地區」。宣佈出賽馬匹七匹或以上之本地賽事開售「3揀1」、指定本地重要賽事設「勝出練馬師」（若情況許可或在第一班賽事設立彩池），至於「勝出地區」在香港國際賽事及海外轉播賽部份賽事或會受注，三項彩池均與獨贏合併。 「3揀1」根據各馬在彩池開售前的獨贏賠率作決定三個組合，分別是「隔夜熱門」、「隔夜半熱門」及「其他冷門」。「3揀1」率先在2015年10月25日起受注。「勝出地區」根據馬匹代表地區，提供3-4個組合，已於2015年11月3日墨爾本盃賽事首次開售。「勝出練馬師」由2016年1月1日首次開售，直到2022年9月被新彩池「練馬師王」取代。勝出地區及勝出練馬師在情況許可下提供4個投注選項。 勝出地區及3揀1亦於2022至23年馬季結束後暫停該彩池 |

## 香港賽馬賽制
香港賽馬推行評分制，設立第一班至第五班及新馬，第一班以上為級際賽。
每場賽事評分區除第五班及第一班外，一般為20分，該組評分最高馬將會負135磅上陣，最低為115磅，見習生減磅不計在內。
若一場讓磅賽出賽馬匹評分區域大於二十分，低分賽駒會因評分差距大於20分而蝕磅上陣。賽駒若蝕磅而有好表現或會被大幅加分。（根據香港賽馬會評分政策只有於賽事中跑獲五名以內的馬匹會獲加分）

## 外部連結
- 香港賽馬會官方網頁 （页面存档备份，存于）